# Província britànica del Sind
Sind fou una província britànica de l'Índia, integrada dins de la presidència de Bombai fins que l'1 d'abril de 1936 es va constituir en província separada; el 15 d'agost de 1947 va quedar unida al Pakistan. Tenia una superfície de 53.570 km² i una població el 1901 de 3.410.223 habitants. L'estat natiu de Khairpur depenia de la província, i tenia una superfície de 15.669 km² i una població de 199.313 habitants.

## Administració
La província estava dividida el 1901 en sis districtes:
- Districte d'Hyderabad
- Districte de Karachi
- Districte de Sukkur (Shikapur)
- Districte de Larkana (format el 1901, abans repartit entre Sukkur i Karachi)
- Districte de Thar i Parkar
- Districte de la Frontera d'Upper Sind (Districte de la Frontera de l'Alt Sind)

I en depenia el principat de Khairpur.

## Geografia
El riu Indus després de recollir les aigües del cinc rius, les condueix cap a la mar d'Aràbia a través del Sind. Els altres rius a destacar eren el Hah, el Malir, el Baran i el Gaj. Les úniques muntanyes rellevants eren la serra de Kirtmak que separa Sind del Balutxistan i arribava fins als 2.200 metres; una branca és la serra de Lakhi.

## Població
Hi havia 4.429 ciutats i pobles dels quals 2.367 tenien menys de 500 habitants, 1200 entre 500 i 1000, 693 entre 1000 i 2000, 150 entre 2000 i 5000, 12 entre 5000 i 10.000, 3 entre 10.000 i 20.000, 2 entre 20.000 i 50.000 i 2 de més de 50.000. La principal ciutat era Karachi, capital provincial, amb 116.663 habitants incloent 8.019 al campament militar. La seguia Hyderabad amb 69.378 i Shikarpur amb 49.491. Altres ciutats eren Keti, port a l'Indus, Khairpur, capital de l'estat d'aquest nom, Kotri, estació ferroviaria prop d'Hyderabad, Larkana, erigida en capital de districte el 1901 i lloc d'origen de la família Bhutto, Umarkot lloc de naixement d'Akbar el Gran, Rohri, Sehwan, Sukkur (illa), Tatta o Thatta, Jacobabad (estació militar del districte de la Frontera), Mirpur Khas i Tando Adam.
La població parlava sindi (576 parts) però es parlaven també el rajasthani, balutxi, panjabi, seraiki i gujarati. Per religió els musulmans eren el 76%; hi havia uns 750.000 hindús, 150.000 sikhs, 8.000 cristians, 2000 parsis, 1000 jains i 500 jueus. Per ètnies dominaven els sindis, balutxis, paixtus, àrabs, brahuis, jats, makranis, mughals, i panjabis; i havia una minoria d'origen africà i un poble de pescadors i mariners, els muhanos, de peculiars costums. Entre els hindús les castes a destacar són els lohanes, dhers, kolis, rajputs i bramans. El 75% de la població vivia de l'agricultura, el 12% de treballs generals i el 5% del comerç.

## Governs locals
El 1843 Napier va establir Òrgans de Conservació per les ciutats de Karachi i Hyderabad. El 1852 es van formar les municipalitats de Karachi, primer i després de Hyderabad, Sukkur, Shikarpur, i altres. El 1901 hi havia 26 municipalitats.
La llei municipal fou promulgada a Karachi el 1933 formant-se la corporació municipal que el 1976 va esdevenir corporació metropolitana.

## Història
Per la història anterior vegeu Sind (regió)
Després del 1839 durant la primera Guerra Angloafganesa, els britànics havien imposat tractats als mirs talpurs del Sind, i s'havien apoderat de la fortalesa de Bukkur. El 1842 Sir Charles Napier va arribar al Sind amb una força militar, amb autoritat per actuar al Baix Sind, i va proposar noves condicions als mirs que s'havien endarrerit en el pagament dels tributs acordats. Napier va exigir la cessió de Karachi, Thatta, Sukkur, Bukkur i Rohri. Després d'alguna demora i d'una lleu demostració militar, el tractat fou signat el febrer de 1843.
Però els balutxis de l'exèrcit dels talpurs no estaven d'acord en la rendició i la pèrdua d'independència que de fet suposava i van atacar la residència britànica que estava prop de l'Indus a uns quants km d'Hyderabad. El resident major Outram i la seva escorta van defensar l'edifici poc temps i es van haver de retirar i poc després es van reunir amb la força de Sir Chalrles Napier. El 17 de febrer de 1843, Napier va trobar l'exèrcit enemic, de 22.000 homes, situat al riu Fuleli prop de Miani. Va lliurar batalla amb només 2800 homes i 12 canons, i va aconseguir la victòria. Els balutxis van perdre cinc mil homes mentre els britànics només 257. Els mirs d'Hyderabad i de Khairpur es van rendir i van quedar presoners de guerra; els britànics van entrar a Hyderabad on van trobar el tresor dels mirs.
El març següent, Napier va rebre reforços des de Sukkur, i amb 5000 homes va seguir a la cerca de l'enemic que s'estava reorganitzant; els balutxis tornaven a ser uns vint mil i els va trobar, manats per Sher Muhammad de Mirpur, en una forta posició a la vora de Dabo. Després d'una resistència desesperada les forces balutxis i sindis foren posades en fuita cap al desert amb els seus caps. Els britànics van entrar a Mirpur Khas i Umarkot, i Sind fou declarat país conquerit i annexionat, excepte el territori que fou l'estat de Khairpur que fou entregat a Ali Murad, un dels mirs que havia donat suport als britànics. Així després de 53 anys de govern els talpurs perdien el poder a la província i només el conservaven a Khairpur. Els mirs presoners foren enviats a Bombai, després a Poona, i després a Calcutta fins al 1854 quan Lord Dalhousie els va permetre retornar al Sind i residir a Hyderabad.
Sir Charles Napier fou nomenat primer governador; alguns jagirs foren entregats als mirs desposseïts i el territori dividit en grans districtes. Les tribus de la frontera foren sotmeses pel general John Jacob. Des de llavors la situació de l'economia no va parar de millorar i es van fer grans millores com el port de Karachi. Sota el govern de Sir Bartle Frere (1851-1859) la província estava tant tranquil·la que l'únic regiment europeu que hi havia fou enviat al Panjab durant el motí de 1857.
El 1890 Sind va obtenir representació a l'assemblea legislativa de Bombai amb quatre membres. El cap de la Lliga Musulmana Muhammad Ali Jinnah (que era natiu de Sind) va donar suport a la separació de la província, i també s'hi van afegir H.H. Sir Agha Khan, G.M. Syed (un activista revolucionari i nacionalista sindi considerat el pare del nacionalisme sindi) i Sir Abdul Qayyum Khan, i així l'1 d'abril de 1936 la província, que formava una divisió de la presidència de Bombai, es va constituir en província separada amb una assemblea provincial i un consell executiu de 25 membres (incloent dos consellers del govern de Bombai, pels afers pendents fins al 1937). L'aliança de G. M. Syed amb la Lliga Musulmana va funcionar des de 1938 i mercès a això l'assemblea provincial del Sind fou la primera que va aprovar una moció en favor de la creació del Pakistan.
Les primeres mostres greus d'agitació es van produir el 1943. El cap nacionalista indi Sibghatullah Shah Rashidi, capdavanter del Hur Freedom Movement fou penjat el 20 de març de 1943 i mai es va fer públic on fou enterrat. El 15 d'agost de 1947 la província s'unia al Pakistan.

## Arqueologia
- Ruïnes de Brahmanabad al districte de Thar i Parkar
- Illa fortificada de Bukkur
- Monuments musulmans a Thatta incloent les tombes de Jam Nizam al-Din, de Diwan Sarfa Khan, de Nawah Isa Khan i la Jama Masjid datada el 1647
- Fort de Sehwan
- Forts de Charlo Rani-jo-kot, Kot Nurpur, Dharnjo i Dilniji
- Tombes talpurs a Hyderabad
- Ruïnes de ciutats a la regió del delta com Lahori, Kakar Bukera, Samui, Fatehbagh, Kat Bambhan, Jun, Thari, Badin i Tur.
- Ruïnes a Virawah (Thar i Parkar) d'una antiga i prospera ciutat de nom Pari Nagar fundad vers 456 per Jeso Paramara de Balmir i suposadament destruïda pels musulmans, amb diversos restes de temples jains.

## Governadors provincials britànics

### Comissionats
- Charles James Naiper 1843 - 1847
- Richard Keith Pringle 1847 - 1851
- Henry Edward Bartle Frere 1851 - 1859
- Jonathan Duncan Inverarity 1859 - 1862
- Samuel Mansfield 1862 - 1867
- William Henry Havelock (interí) 1867 - 1868
- William Lockyer Merewether 1868 - 1877
- Francis Dawes Melville 1877 - 1879
- Henry Napier Bruce Erskine 1879 - 1887
- Charles Bradley Pritchard 1887 - 1889
- Arthur Charles Trevor 1889 - 1891
- Henry Evan Murchison James 1891 - 1900
- Robert Giles 1900 - 1902
- Alexander Cumine 1902 - 1903
- Horace Charles Mules 1903 - 1904
- John William Pitt Muir-Mackenzie 1904 - 1905
- Arthur Delaval Youngshound 1905 - 1912
- William Henry Lucas 1912 - 1916
- Henry Staveley Lawrence 1916 - 1920
- Jean Louis Rieu 1920 - 1925
- Partick Robert Cadell 1925 - 1926
- Walter Frank Hudson 1926 - 1929
- George Arthur Thomas 1929 - 1931
- Raymond Evelyn Gibson 1931 - 1935
- Godfrey Ferdinando Stratford Collins 1935 - 1936

### Governadors
- Sir Lancelot Graham 1936 - 1938
- Joseph Hugh Garrett (interí) 1 d'agost de 1938 - 1 de desembre de 1938
- Sir Lancelot Graham 1938 - 1941 (segon període)
- Sir Hugh Dow 1941 - 1946
- Sir Robert Francis Mudie 1946-1947

## Ministres en cap
- Sir Ghulam Hussain Hidayatullah Khan Bahadur Shaykh 24 Apr 1937 - 23 Mar 1938 (Partit Polític Musulmà = Muslim Political Party MPP)
- Shaheed Allah Bux Soomro 1938-1940 (Partit de la Unió = Ittihad Party/Union Party IP)
- Mir Bandeh Ali Khan Talpur 1940 - 1941 (Lliga Musulmana = Muslim League ML)
- Shaheed Allah Bux Soomro 1941-1942 (Partit de la Unió = Ittihad Party/Union Party IP) (segona vegada)
- Sir Ghulam Hussain Hidayatullah Khan Bahadur Shaykh (2nd time) 1942-1947 (Partit Polític Musulmà = Muslim Political Party MPP)